# Herbert W. Köhler
Herbert Willi Köhler (ur. 17 grudnia 1919 w Pyskowicach, wówczas Peiskretscham, zm. 11 marca 2001 w Duisburgu) – niemiecki polityk i lobbysta, od 1972 do 1987 deputowany do Bundestagu, od 1979 do 1981 poseł do Parlamentu Europejskiego.

## Życiorys
Studiował prawo i politologię, uzyskał później doktorat. Przez ponad 25 lat był dyrektorem wykonawczym grupy lobbingowej producentów stali i żelaza Wirtschaftsvereinigung Stahl. Przez 12 lat zasiadał w komitecie doradczym Europejskiej Wspólnoty Węgla i Stali.
Zaangażował się w działalność polityczną w ramach Unii Chrześcijańsko-Demokratycznej. W latach 1972–1989 zasiadał w Bundestagu VII, VIII, IX i X kadencji. W 1979 uzyskał mandat posła do Parlamentu Europejskiego, zrezygnował z niego 16 stycznia 1981. Przystąpił do Europejskiej Partii Ludowej, należał do Delegacji do Wspólnej Komisji Parlamentarnej EWG-Grecja.
Był żonaty z Ingeborg Köhler-Osbahr (1919–2002), wraz z nią w 1986 założył fundację promującą kulturę i sztukę. Odznaczony dwukrotnie Orderem Zasługi Republiki Federalnej Niemiec: Wielkim Krzyżem Zasługi (1987) i Wielkim Krzyżem Zasługi z Gwiazdą (1994), a także Orderem Zasługi Nadrenii Północnej-Westfalii (1989).